# Themeda laxa
Themeda laxa là một loài thực vật có hoa trong họ Hòa thảo. Loài này được (Andersson) A.Camus miêu tả khoa học đầu tiên năm 1920.